# قرنفل شائع
القرنفل الشائع أو قرنفل بستاني أحد أنواع جنس القرنفل من الفصيلة القرنفلية.

## الوصف النباتي
النبات شجيرة معمرة. الأوراق متقابلة خطية بشكل عام. الزهرة منفردة لها خمس بتلات.

## الأهمية الاقتصادية
هذا النوع هو أهم أنواع القرنفل من الناحية الاقتصادية، فهو من نباتات الزينة ذات الشعبية الكبيرة والتي تستعمل كأزهار مقطوعة، وهو يحتل المرتبة الثانية بين الأزهار المقطوعة بعد الورود وقبل والأقحوان والتوليب والجربارة.